# Franz Heger (Architekt)
Franz Heger (* 5. Januar 1792 in Worms; † 2. Mai 1836 in Darmstadt) war ein deutscher Architekt, hessischer Baubeamter und Kupferstecher.

## Leben
Franz Heger wurde 1792 in Worms geboren. Im Alter von zwölf Jahren kam er mit seinen Eltern nach Darmstadt und besuchte das Gymnasium. 1809/1810 studierte er an der Ludwigs-Universität Gießen Kameralwissenschaften und Mathematik. Anschließend wurde er als Anwärter bei der Großherzoglichen Bauverwaltung eingestellt. Heger widmete sich 1810 der Architektur in den Ateliers von Georg Moller in Darmstadt und von Friedrich Weinbrenner zu Karlsruhe. 1812 wurde er zum Baukonduktor und 1815 zum Assessor ernannt.
Als Begleiter Weinbrenners bereiste er Norddeutschland und trat 1817 Studienreisen nach Süddeutschland, Italien, Griechenland und Frankreich an, von denen er erst 1821 nach Darmstadt zurückkehrte, wo er wieder in den hessischen Staatsdienst eintrat und ab 1834 im Range eines Oberbaurates arbeitete.
1822 wurde er zum Landbaumeister für die Stadt Darmstadt und den Landratsbezirk ernannt. Ihm oblag das gesamte Zivilbauwesen im Umland und das Militärbauwesen in der Residenzstadt. Unter den zahlreichen von ihm entworfenen und ausgeführten Gebäuden steht die Dragonerkaserne, erbaut 1825–1827 am Marienplatz in Darmstadt, obenan, die bei aller Einfachheit eine ebenso gelungene Anordnung wie stilvolle Behandlung zeigt. Sie wurde im Zweiten Weltkrieg fast vollständig zerstört.
1823 war er für den Bau der Ballonschule in der Alexanderstrasse Ecke Magdalenenstrasse verantwortlich.
Von 1825 bis 1827 wurde von ihm auch die Infanteriekaserne entlang der Alexanderstraße erbaut. Die noch erhaltenen Teile wurden nach dem Zweiten Weltkrieg endgültig in den Campus Stadtmitte der Technischen Universität Darmstadt integriert.
Von Heger stammt auch das von 1832 bis 1834 erbaute Gefängnis Rundeturmstraße, das 1969 einem Parkplatz weichen musste.
Heger unterrichtete außerdem Architektur und Mathematik an der Realschule.
Die Herausgabe der von ihm fast vollendeten Restaurierung des Parthenon erlebte Heger nicht mehr, er starb am 2. Mai 1836.

## Schriften
- Georg Moller, Franz Heger (Hrsg.): Entwürfe ausgeführter und zur Ausführung bestimmter Gebäude. Carl Wilhelm Leske, Darmstadt 1825–1830.